# ثابت شبکه

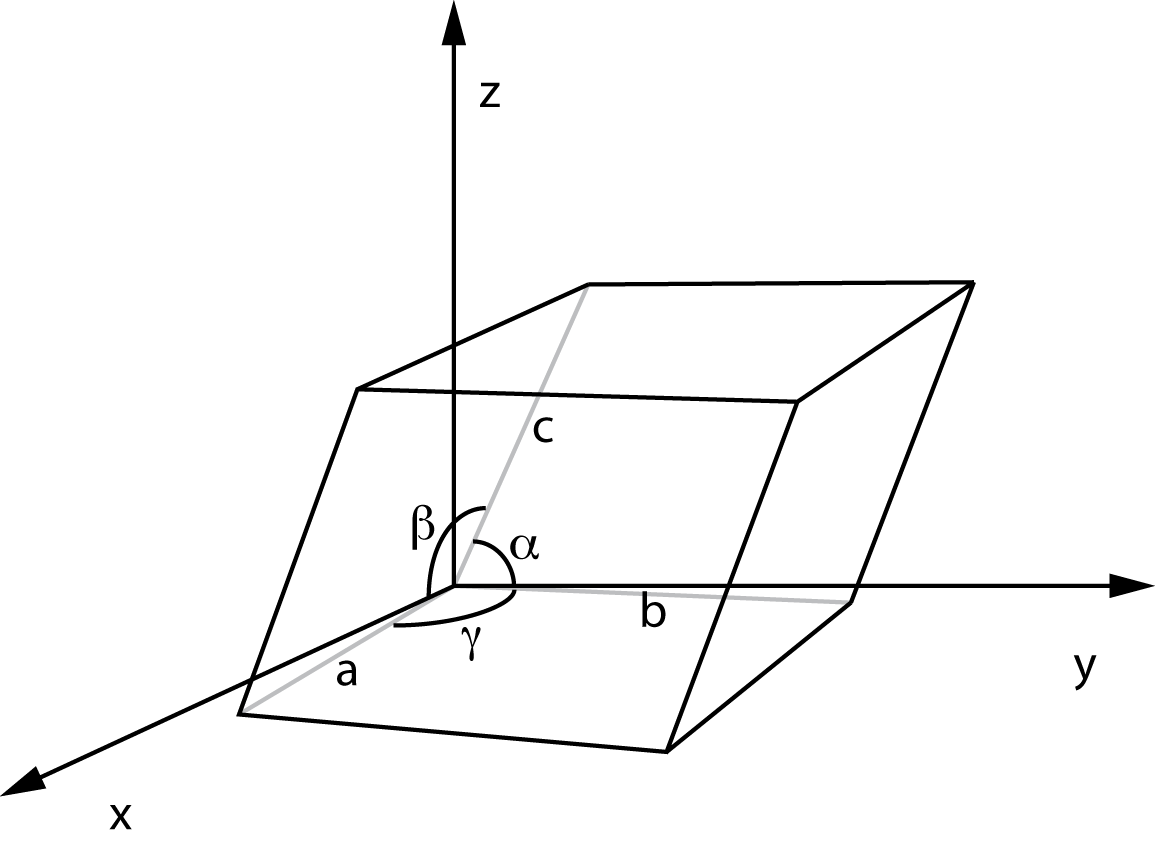
تعریف سلول واحد با استفاده از متوازی‌السطوح با طول A, B، C و زاویه بین دو طرف داده شده توسط α، β، γ

ثابت شبکه (به انگلیسی: Lattice constant) یا پارامتر شبکه (به انگلیسی: Lattice parameter)، به بعد فیزیکی سلول‌های واحد در یک شبکه کریستالی اشاره دارد. شبکه‌ها در سه بعد عموماً دارای سه ثابت شبکه هستند که به آنها a ,b و c گفته می‌شود. اما در موارد ویژه دستگاه بلوری مکعبی، همه ثابت‌ها برابر هستند و به آن a گفته می‌شود. به‌طور مشابه، در دستگاه بلوری شش‌گوشه ثابت‌های a و b برابر هستند، و ما تنها به ثابت a و c مراجعه می‌کنیم. می‌توان به گروهی از ثابت‌های شبکه به عنوان پارامترهای شبکه اشاره کرد. با این حال، مجموعه کامل پارامترهای شبکه از سه ثابت شبکه و سه زاویه بین آن‌ها تشکیل شده‌است.
به عنوان مثال، ثابت شبکه برای الماس برابر a = ۳٫۵۷ Å در ۳۰۰ درجه کلوین است. ساختار هرچند متساوی‌الاضلاع است شکل واقعی آن را نمی‌توان تنها از ثابت شبکه تعیین کرد. علاوه بر این، در کاربردهای واقعی، به‌طور معمول ثابت شبکه میانگین داده می‌شود. در نزدیکی سطح کریستال، ثابت شبکه تحت تأثیر بازسازی سطح است که منجر به انحراف از مقدار میانگین آن می‌شود. از آن‌جا که ثابت‌های شبکه از ابعاد طول برخوردار هستند، واحد SI آن‌ها متر است. ثابت‌های شبکه معمولاً در مرتبه چندین آنگستروم می‌شوند (یعنی دهم یک نانومتر). ثابت‌های شبکه را می‌توان با استفاده از روش‌هایی مانند پراش پرتو X یا با میکروسکوپ نیروی اتمی تعیین کرد. ثابت شبکه یک بلور می‌تواند به عنوان یک استاندارد طول طبیعی در محدوده نانومتر استفاده شود.